# 日清キョーリン製薬
日清キョーリン製薬株式会社（にっしんきょーりん）は、1996年4月から2008年9月まで存在していた日本国内の製薬会社。

## 概説
製粉業大手の日清製粉株式会社（現・株式会社日清製粉グループ本社）及び中堅製薬の杏林製薬株式会社（現・キョーリン製薬ホールディングス株式会社）の折半出資による合弁事業会社であった。
日清製粉が、当時デンマーク国の製薬会社（現在はスイス国の法人）であったフェリング社（Ferring Pharmaceuticals）から導入、国内で希少疾病用医薬品として開発した潰瘍性大腸炎・クローン病の医療用医薬品が主力製品で（製品名:ペンタサ錠250、化学名:5-アミノサリチル酸、一般名:メサラジン）、同社の売上高の大半を占めた。
同製品の伸長とともに業容を拡大し、売上高は1999年3月期で64億円、2004年3月期で109億円、2005年3月期で121億円（経常利益10億円）、2006年3月期で126億円（経常利益11億円）、2007年3月期で130億円（経常利益13億円）、2008年3月期で140億円、社員数は設立当初100名程度から往時は300名を超える規模であった。
しかし、2007年9月、両親会社より、杏林製薬株式会社への吸収合併の基本合意が発表され、2008年10月に同社は吸収、解散に至った。

## 沿革
- 1996年
  - 4月 - 大阪に本社を置く日清製粉株式会社の100%子会社である日清製薬株式会社に、杏林製薬株式会社が第三者割当増資引受により資本参加、「日清キョーリン製薬株式会社」設立（資本金3億円）。
  - 4～7月 - ペンタサ錠250の製造承認、薬価収載、販売開始。
- 1997年11月 - 本社機能を大阪から東京都千代田区神田錦町に移転。
- 1998年4月 - 日清製粉株式会社の医療用医薬品の研究・臨床開発・学術部門を同社に併合。
- 2002年10月～2003年6月 - ペンタサ注腸1gの輸入販売承認、薬価収載、販売開始。
- 2004年1月～9月 - 制吐剤シンセロン錠8mgの製造販売承認、薬価収載、販売開始（ヤクルト本社）。
- 2007年9月 - 両親会社により合併基本合意発表（杏林製薬への吸収合併）。
- 2008年
  - 2月 - ペンタサ錠の小児適応取得。
  - 3月～10月 - ペンタサ錠500の製造販売承認、販売開始。
  - 10月 - 杏林製薬株式会社に吸収合併され、解散。

## 過去販売製品
- ペンタサ錠250、500
- ペンタサ注腸1g
- プレドネマ注腸20mg
- ミニトロテープ27mg
- デカソフト
- オルセノン軟膏
- その他一部杏林製薬製品
- その他医療用医薬品
- ライフロン（経腸栄養剤、流動食）
- インテスクリア（大腸検査食）